# Alianza FC
Der Alianza Fútbol Club ist ein Fußballverein aus San Salvador, der Hauptstadt von El Salvador. Der Verein wurde bisher achtmal Meister von El Salvador und gewann den nationalen Pokal einmal. Aktuell spielt der Verein, der seine Heimspiele im 45.370 Zuschauer fassenden Estadio Cuscatlán austrägt, in der höchsten Liga von El Salvador, der Primera División.

## Geschichte

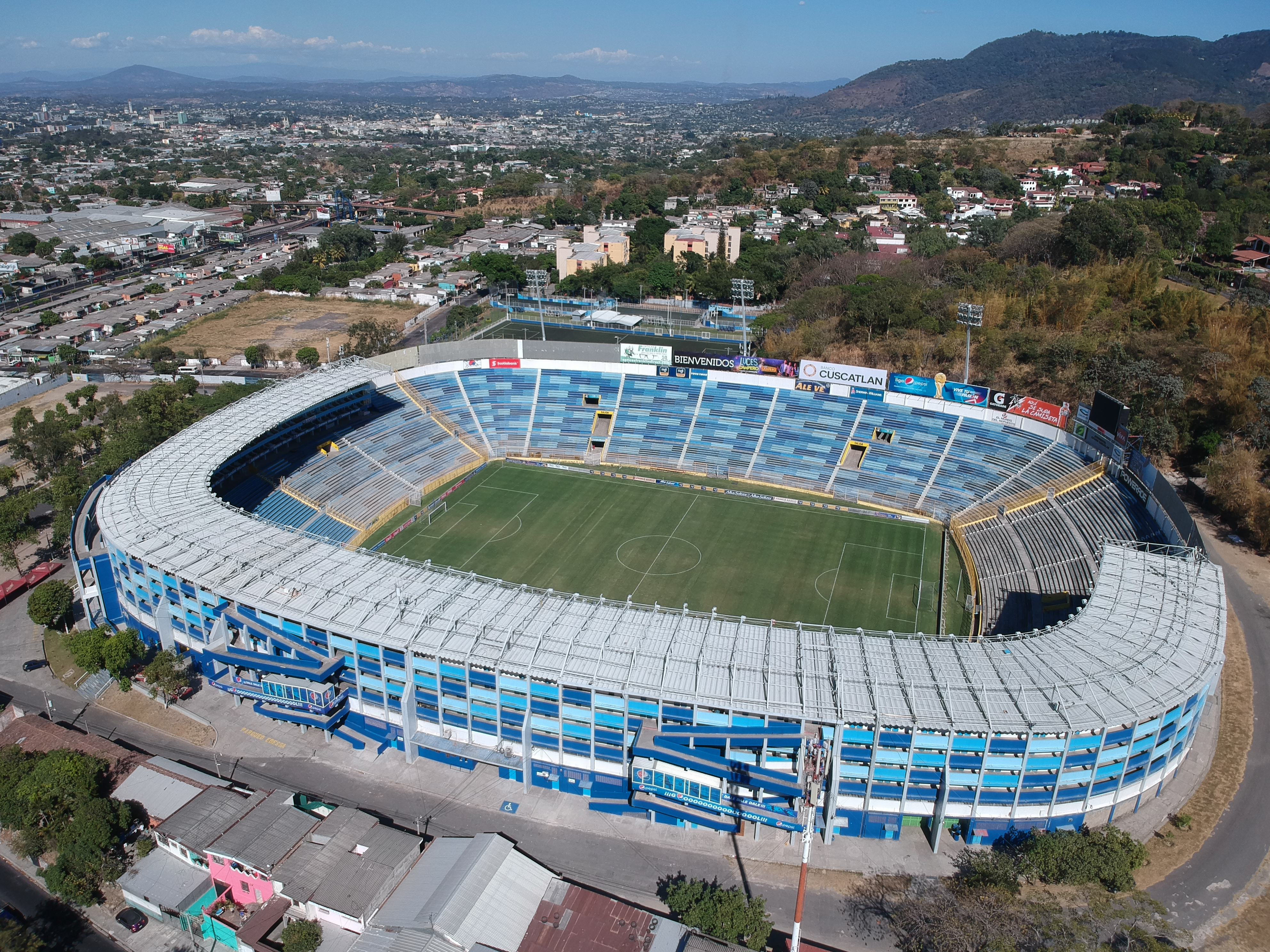
Das Stadion des Vereins, das Estadio Cuscatlán (2020)

Der Alianza FC wurde 1958 gegründet. Den ersten Titel holte der Verein im gleichen Jahr mit dem Gewinn der zweiten Liga von El Salvador im Finale gegen CD Águila. Wenige Jahre später gelang dem Verein auch erstmals der Gewinn der Primera División de El Salvador, also der Landesmeisterschaft. Dem Titelgewinn in der Saison 1965/66 konnte Alianza FC bis heute sieben weitere hinzufügen. Den zweiten nationalen Meistertitel holte Alianza FC ein Jahr nach der ersten Meisterschaft, 1967. In der gleichen Saison hatte man bereits den CONCACAF Champions’ Cup, den kontinentalen Wettbewerb für die besten Vereinsmannschaften in Mittelamerika, im Finale gegen CRKSV Jong Colombia von den Niederländischen Antillen gewonnen und war damit die erste Mannschaft aus El Salvador, die dieses Turnier gewinnen konnte. Ein weiterer kontinentaler Titel war der Gewinn der Copa Interclubes UNCAF 1997 im Endspiel gegen Deportivo Saprissa aus Costa Rica. Auch dort war Alianza das erste salvadorianische Team, welchem dieser Titelgewinn gelang. Die erneute Meisterschaft im eigenen Land gelang dem Verein in der Clausura 2011.

## Erfolge
- Primera División: 15× (1965/66, 1966/67, 1986/87, 1989/90, 1993/1994, 1996/1997, Apertura 2001, Clausura 2004, Clausura 2011, Apertura 2015, Apertura 2017, Clausura 2018, Apertura 2019, Apertura 2020)
- Copa Santa Ana: 1× (1977)
- CONCACAF Champions’ Cup: 1× (1967)
- UNCAF Club Championship: 1× (1997)

## Bekannte Spieler
- Álvaro Misael Alfaro, im Verein von 1988 bis 1994, 42 Länderspiele für El Salvador
- Silvio Aquino, während seiner gesamten Karriere im Verein, WM-Teilnehmer 1982
- Raúl Magaña, Nationaltorhüter, gewann mit dem Verein den ersten Meistertitel 1966 und nahm an der WM 1970 teil
- Salvador Mariona, 13 Jahre im Verein, Gewinner des CONCACAF Champions’ Cup 1967 und Kapitän der WM-Mannschaft von 1970
- José María Rivas, im Verein von 1978 bis 1984, WM-Teilnehmer 1982
- Roberto Rivas, während seiner gesamten Karriere im Verein, Gewinner des CONCACAF Champions’ Cup 1967 und WM-Teilnehmer 1970
- Alfredo Ruano, zum Ende seiner Karriere im Verein, 42 Länderspiele für El Salvador
- Jaime Rodríguez, einige Jahre im Verein, 50 Länderspiele und WM-Teilnehmer 1982
- Luis Ernesto Tapia, von 1963 bis 1970 im Verein, 77 Länderspiele für Panama